# 33290 Carloszuluaga
33290 Carloszuluaga este o planetă minoră (asteroid), cu un diametru de 15,467 km, din centura de asteroizi. A fost descoperită pe 23 mai 1998 la Stația Anderson Mesa de Lowell Observatory Near-Earth-Object Search. 
Obiectul prezintă o orbită caracterizată de o semiaxă mare de 3,1511203 UAi, o excentricitate de 0,14, o înclinație de 17,13903 ° în raport cu ecliptica.